# Peckham
Peckham é um distrito de South London, alocado em Southwark.